# Mappō Tōmyōki

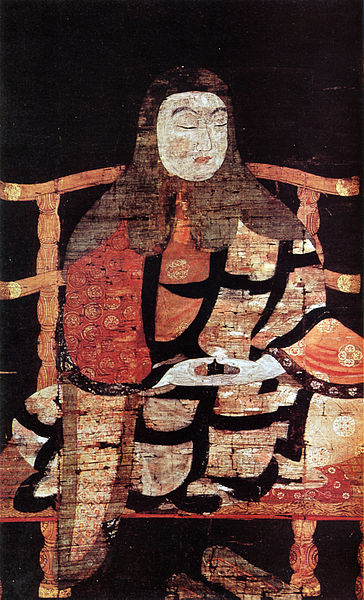
Saichō (最澄) in un antico dipinto giapponese

Il Mappō tōmyōki (giapponese; 末法燈明記; "Il Trattato della Lampada che illumina l'era degli ultimi giorni del Dharma"; 末法 mappō = "era degli ultimi giorni del Dharma", rende il sanscrito saddharma-vipralopa; 燈明 tōmyō: "lampada"; 記 ki: "trattato") è un breve testo buddista, extracanonico, in lingua giapponese,  che si svolge per mezzo di domande/risposte, risalente al periodo Heian (794-1185) e tradizionalmente attribuito a Saichō (最澄 anche Dengyō Daishi 伝教大師; 767–822), il fondatore della scuola buddista giapponese Tendai (天台宗, Tendai-shū), questa erede della scuola buddista cinese Tiantai (天台宗, Tiāntái zōng, risalente al VI secolo), lignaggio acquisito da Saichō durante il suo pellegrinaggio in Cina (804-805).
La tradizionale attribuzione a Saichō del Mappō tōmyōki è considerata autentica anche da diversi studiosi moderni, mentre altri lo considerano invece un testo "apocrifo", ritenendolo opera di un anonimo buddista appartenente alle scuole della "Terra pura" vissuto nel Periodo Heian.
Di certo il Mappō tōmyōki ha profondamente influenzato il pensiero di importanti esegeti buddisti giapponesi del successivo periodo Kamakura (1185-1333): Eisai (栄西, 1141-1215, fondatore dello Zen Rinzai), Dogen (道元, 1200-1253, fondatore dello Zen Sōtō), Shinran (親鸞, 1173-1263; fondatore della scuola  Jōdo Shin) e Nichiren (日蓮, 1222-1282, fondatore del buddismo Nichiren), furono enormemente influenzati da questo testo.
Il Mappō tōmyōki consiste in una risposta di natura 'teologica' al tentativo dell'imperatore Kammu (桓武, 781-806) di ristabilire i precetti monastici (律宗 ritsu; sanscrito: vinaya) nel paese, alla stregua di quelli seguiti dalla comunità monastica della città di Nara (sede della corte imperiale) dove peraltro aveva sede l'unica scuola che poteva formalmente ordinare i monaci buddisti, la scuola  Ritsu (律宗, Ritsu shū o Risshū) fondata in Giappone dai monaci cinesi Dàoxuán [Lüshi] (道璿[律師] 702-760, giapp. Dōsen [Risshi]) e Jiànzhēn (鑑眞, 688-763; giapp. Ganjin), la quale predicava lo studio e l'osservanza del Cāturvargīya-vinaya , vinaya dell'antica scuola indiana dei Dharmaguptaka. 
Il testo sostiene che l'imperatore, e il suo governo, nel criticare i costumi mondani, ovvero il fatto che i monaci non seguivano i precetti del vinaya, dimenticano che questi vivono nel periodo di mappō ovvero durante l'era degli ultimi giorni del Dharma, quindi non potevano certo seguire i precetti propri di coloro che operavano ai tempi del Buddha, ovvero durante l'era shōbō (正法, "era del vero Dharma"). 
Così nel periodo di mappō, secondo Mappō tōmyōki, solo gli insegnamenti verbali sopravvivono mentre l'illuminazione non è conseguibile, né praticabile, e i precetti sono quindi scomparsi: criticare chi non segue i precetti è insensato in quanto non si può seguire ciò che non esiste più; di converso, obbligare a seguire i precetti significa solamente "falsare" la situazione. E i monaci che insistono nel seguire i precetti altro non sono che insetti che distruggono il Dharma e il paese, in quanto dimenticando il fondamento umano e quindi vivo del Dharma, lo rendono nella sua pura e inutile formalità.
Per l'autore, i monaci dell'era di mappō, monaci anche se solo nel nome e non nei precetti religiosi, restano comunque il solo e unico  "Tesoro del mondo", in quanto ne rappresentano il livello più alto raggiungibile: avendo rasato il capo e indossato l'abito monastico hanno realizzato la massima condizione possibile per gli esseri umani, di gran lunga superiore alle comuni modalità di vita. Essi sono ora gli unici che indicano la via della liberazione agli uomini.

## Il testo
Il Mappō tōmyōki è stato tradotto in inglese da Robert Rodhes in The essentials of the eight traditions ; The candle of the latter Dharma pubblicato nel 1994, dalla Numata Center for Buddhist Translation and Research nel catalogo BDK English Tripiṭaka, (qui la traduzione in inglese utilizzabile al solo scopo di studio Archiviato il 21 luglio 2012 in Internet Archive.). La traduzione italiana di Aldo Tollini è invece stata pubblicata in Antologia del buddismo giapponese dalla Einaudi di Torino nel 2009. La traduzione di Tollini si basa sul testo di Matsubara Yūzen Mappō Tōmyōki  no Kenkyū Hōzōkan, Kyōto, 1978, pp. 176-94 che corrisponde al testo in cinese classico con glosse (kundoku) in giapponese (qui una versione Archiviato il 2 aprile 2015 in Internet Archive.).
- In avvio, il testo richiama brevemente la dottrina ultima del buddismo propria delle scuole Tiantai/Tendai, ovvero la "Triplice verità" (圓融三諦, giapp. Enyū santai) secondo la quale la Verità ultima (ovvero la Verità di mezzo, 中諦, giapp. chūtai) consiste nell'unione della Verità relativa (o convenzionale, 假諦 giapp. ketai) e della Verità assoluta (o della vacuità, 空諦, kōngdì). I monaci buddisti devono quindi difendere la "Rete celeste" (天网) che trattiene il male per tutelare la nazione. L'opera continua descrivendo la dottrina "Tre periodi del Dharma" (三時, giapp. sanji) ricordando che, in base al periodo, sia l'insegnamento che i precetti non possono che variare, altrettanto va detto dei testi che possono, di conseguenza, essere accolti o respinti. D'altronde, sostiene il Mappō tōmyōki, anche all'epoca del Buddha non tutti conseguivano allo stesso modo l'illuminazione, infatti gli insegnamenti non possono convergere in un singolo aspetto data la naturale diversità tra gli uomini. A questo punto il testo riporta un commento del monaco cinese Kuiji (窺基, 632-692, giapp. Kiki), esperto delle dottrine Yogâcāra e rappresentante della scuola   Fǎxiāng (法相宗, in giapponese: Hossō shū), il quale spiega che dopo il parinirvāṇa  del Buddha Śākyamuni il vero Dharma sarebbe sopravvissuto per cinquecento anni e, dopo questi cinquecento anni, sarebbe esistito solo nella sua forma "contraffatta", "apparente" (像法, giapp. zōhō) per ulteriori mille anni  e, terminati questi millecinquecento anni complessivi, si sarebbe estinto. Il Mappō tōmyōki riferisce anche di una seconda tradizione per la quale la durata del periodo del vero Dharma avrebbe dovuto essere di mille anni, ridotti a cinquecento per via del comportamento inadatto tenuto dalle monache.

- La domanda chiede quale debba essere la condotta dei monaci durante i millecinquecento anni di vero Dharma e di Dharma contraffatto.
  - Risposta: Nella risposta viene ricordato il Makamaya kyō [4] dove viene spiegato il processo di degenerazione del Dharma: i primi cinquecento anni il Dharma sarà protetto da sette santi come Mahākāśyapa (摩訶迦葉, Makakashō) ma poi tramonterà; dopo seicento anni sorgeranno gli insegnamenti eretici ma Aśvaghoṣa (馬鳴, Memyō) li dominerà; trascorsi settecento anni sarà Nāgārjuna (龍樹, Ryūju) a sottomettere le dottrine erronee; trascorsi ottocento anni solo uno o due monaci riusciranno a conseguire l'illuminazione; dopo novecento anni saranno ordinati monaci persone di infimo livello; dopo mille anni i monaci quando ascolteranno i discorsi sulle contaminazione mondane e di come evitarle, saranno presi dall'ira e non vorranno seguire tali precetti; dopo mille e cento anni, i monaci si sposeranno e coloro che rispetteranno i precetti verranno insultati; dopo mille e duecento anni monaci e monache avranno figli; dopo mille e trecento anni si toglieranno l'abito monastico (袈裟 kesa) vestendo solo di bianco; dopo mille e quattrocento anni  i quattro tipi di discepoli (四輩, shihai; ovvero: monaci 比丘, monache 比丘尼, laici 優婆塞, laiche 優婆夷) venderanno il Triplice gioiello (三寶 sanbō; ovvero il tesoro del buddismo:  Buddha 佛, Dharma 法 e Saṃgha 僧伽); infine, dopo mille e cinquecento anni, rimarranno solo due monaci nel paese di Kauśāmbī (憍賞彌, città dell'India citata nelle antiche opere buddiste) che disputeranno sulla dottrina finendo per uccidersi; quindi, al fine di proteggerlo, il Dharma scomparirà dalla terra e verrà custodito nel Palazzo del Drago (龍宮, ryūgū) sotto gli oceani dove sarà impossibile recuperarlo. La risposta prosegue sostenendo che tale spiegazione è presente anche nel XVIII capitolo del Nehankyō [5] e nel Nin'ō kyō [6] dove, per l'appunto, viene sostenuto che dopo mille e cinquecento anni il Dharma scomparirà. A tal proposito viene citato in tal senso anche il LI capitolo del Mahāsaṃnipatasūtra [7], più specificatamente nel Candragarbhasūtra [8]un sūtra indiano che è al fondamento della diffusione in Cina della dottrina dei "Tre periodi del Dharma" dove viene sostenuto che per i primi cinquecento anni i monaci raggiungeranno la "liberazione; nei successivi cinquecento anni saranno risoluti nella sola pratica della meditazione; nei successivi cinquecento anni saranno risoluti nel solo apprendimento della dottrina; nei successivi cinquecento anni saranno risoluti solo nel costruire templi; negli ultimi cinquecento anni saranno risoluti solo nelle dispute e quindi il Dharma scomparirà definitivamente.